# 마렌 크로이만
마렌 크로이만(Maren Kroymann, 1949년 7월 19일 ~ )은 독일의 배우, 가수이다.

## 출연 작품
- 웬디 2: 영원한 우정 (2018)
- 웬디와 딕시 (2017)
- 다시 사랑할 수 있을까 (2015)
- 헤어드레서 (2010)
- 마리아, 그는 그걸 좋아하지 않아 (2009)
- 내 안의 이방인 (2008)
- 히어스 룩킹 앳 유, 보이 (2007)